# 佳福集團
佳福集團有限公司（英語：QAF Limited，SGX：Q01）簡稱佳福集團，在1958年成立前身「本联合集团有限公司」。

## 历史
現時業務生產及經營面包店、初级生产、贸易及物流、投资及其他，主要品牌為Cowhead、Farmland、Haton、Orchard Fresh，以及Spices of the Orient。股份在1967年8月25日於新加坡交易所主板上市。
總部位於新加坡。董事長為林圣宗，總裁為林克健。

## 外部連結
- QAF.com.sg （页面存档备份，存于）